# Глинка (Смоленская область)
Гли́нка — село в Смоленской области России, административный центр Глинковского района.
Расположено в центральной части области в 60 километрах к юго-востоку от Смоленска.
Железнодорожная станция на линии Смоленск — Сухиничи.

## История
Село возникло возле железнодорожной станции Совкино Богоявленско-Смоленской железной дороги в 1898 г. В 1907 г. Получило современное название в честь М. И. Глинки, по случаю 50-летия со дня его смерти (Глинка родился неподалёку, в селе Новоспасское Ельнинского уезда). До 1929 года село Глинка было в составе Ельнинского уезда Смоленской губернии, с 1922 года в составе Вяземского уезда. В 1929—1961 и с 1980 года центр Глинковского района. В годы Великой Отечественной войны на территории Глинковского района шли тяжёлые бои. Гитлеровцы установили жесточайший оккупационный режим, на территории Глинковского района было сожжено около 70 деревень.
В 1945-1955 годах были построены райцентр, больница, детский сад и школа.
В период 1961—1980 — центр Глинковского сельсовета Ельнинского района.
До 2005 года имело статус посёлка

## Население
| 1939 | 1959  | 1989  | 2002  | 2009  |
| ---- | ----- | ----- | ----- | ----- |
| 653  | ↗1247 | ↗2283 | ↘2017 | ↘2000 |

## Экономика
В селе расположены:
- Администрация муниципального образования «Глинковский район»
- Налоговая инспекция, казначейство, филиал «Сбербанка»
- Зарегистрировано 89 частных предпринимателей, 5 фермерских хозяйств, преимущественные области — сельское хозяйство (37) и торговля (36). Число предприятий по заготовке и переработке древесины сократилось по сравнению с 2007 годом в 2 раза и составляет в 2009 году всего 20 предприятий.

Крупных и средних промышленных предприятий нет.

## Культура, образование
В селе есть детский сад «Солнышко», общеобразовательная школа.
Есть детская музыкальная школа, детская и взрослая библиотеки, дом детского творчества,
выходит собственная газета «Глинковский вестник»-всё это ныне входит в состав культурно-просветительного центра, построенного в селе в 2010 году.

## Здоровье, медицина
- Районная больница
- Аптека

## Достопримечательности
- Краеведческий музей села Глинка
- Церковь Николая Чудотворца